# 丁聲樹
丁聲樹（1909年3月9日—1989年3月1日），號梧梓，河南鄧縣（今鄧州腰店乡丁营村）人，中國語言學家。

## 生平
1932年畢業於北京大學，曾任中央研究院歷史語言研究所專任研究員。1944─1948年在美國考察，兼任哈佛大學遠東語言部、耶魯大學研究院語言學部研究員。1950年後任中國科學院語言研究所研究員、中國科學院哲學社會科學部委員、中央推廣普通話工作委員會委員、中國科學院普通話審音委員會委員、《中國語文》雜誌主編等職。為全國政協第三屆委員，第三、五屆全國人大代表，在漢語音韻、漢語方言、漢語語法和詞典編纂方面，造詣深湛。
曾主持編寫《現代漢語詞典》、《昌黎方言志》，編錄《古今字音對照手冊》，與他人合著有《湖北方言調查報告》、《現代漢語語法講話》、《漢語音韻講義》等。